# جنتر هين
جنتر هين (بالألمانية: Gunter Henn)‏ (و. 1947  م) هو مهندس معماري، وأستاذ جامعي ألماني، ولد في درسدن.

## التعليم
تعلم في المعهد الفدرالي السويسري للتكنولوجيا في زيورخ، وتعلم في جامعة ميونخ التقنية، وتعلم في جامعة برلين للتكنولوجيا
.